# بي 2
بي 2 هو فيلم رعب إثارة أمريكي من إخراج فرانك كالفون وبطولة ويس بنتلي، راشيل نيكولز، فيليب أكين وستيفاني مور. صدر الفيلم في 9 نوفمبر 2007.

## وصلات خارجية
- بي 2 على موقع IMDb (الإنجليزية)
- بي 2 على موقع ميتاكريتيك (الإنجليزية)
- بي 2 على موقع روتن توميتوز (الإنجليزية)
- بي 2 على موقع نتفليكس (الإنجليزية)
- بي 2 على موقع ألو سيني (الفرنسية)
- بي 2 على موقع Turner Classic Movies (الإنجليزية)
- بي 2 على موقع أول موفي (الإنجليزية)
- بي 2 على موقع بوكس أوفيس موجو (الإنجليزية)
- بي 2 على موقع فيلمافينيتي (الإسبانية)
- بي 2 على موقع قاعدة بيانات الفيلم (الإنجليزية)